# Kanada na Zimowych Igrzyskach Olimpijskich 1998
Reprezentacja Kanady na Zimowych Igrzyskach Olimpijskich 1998 liczyła 144 zawodników - 81 mężczyzn i 63 kobiet, którzy wystąpili w dwunastu dyscyplinach sportowych. Reprezentanci tego kraju zdobyli łącznie piętnaście medali - sześć złotych, pięć srebrnych i cztery brązowe.
Najmłodszym kanadyjskim zawodnikiem podczas ZIO 1998 był Trevor Andrew (18 lat i 166 dni), a najstarszym - Paul Savage (50 lat i 230 dni).

## Medaliści
| Medal  | Zawodnicy | Dyscyplina           | Konkurencja       |
| ------ | --- | -------------------- | ----------------- |
| Złoto  | Pierre Lueders David MacEachern | Bobsleje             | Dwójki mężczyzn   |
| Złoto  | Jan Betker Atina Ford Marcia Gudereit Joan McCusker Sandra Schmirler | Curling              | Kobiety           |
| Złoto  | Éric Bédard Derrick Campbell François Drolet Marc Gagnon | Short track          | Sztafeta mężczyzn |
| Złoto  | Annie Perreault | Short track          | 500 m kobiet      |
| Złoto  | Ross Rebagliati | Snowboarding         | Gigant mężczyzn   |
| Złoto  | Catriona LeMay Doan | Łyżwiarstwo szybkie  | 500 m kobiet      |
| Srebro | Mike Harris Richard Hart George Karrys Collin Mitchell Paul Savage | Curling              | Mężczyźni         |
| Srebro | Elvis Stojko | Łyżwiarstwo figurowe | Soliści           |
| Srebro | Jennifer Botterill Thérèse Brisson Cassie Campbell Judy Diduck Nancy Drolet Lori Dupuis Danielle Goyette Geraldine Heaney Jayna Hefford Becky Kellar Kathy McCormack Karen Nystrom Lesley Reddon Manon Rhéaume Laura Schuler Fiona Smith France St. Louis Vicky Sunohara Hayley Wickenheiser Stacy Wilson | Hokej na lodzie      | Kobiety           |
| Srebro | Jeremy Wotherspoon | Łyżwiarstwo szybkie  | 500 m mężczyzn    |
| Srebro | Susan Auch | Łyżwiarstwo szybkie  | 500 m kobiet      |
| Brąz   | Christine Boudrias Isabelle Charest Annie Perreault Tania Vicent | Short track          | Sztafeta kobiet   |
| Brąz   | Éric Bédard | Short track          | 1000 m mężczyzn   |
| Brąz   | Kevin Overland | Łyżwiarstwo szybkie  | 500 m mężczyzn    |
| Brąz   | Catriona LeMay Doan | Łyżwiarstwo szybkie  | 500 m kobiet      |

## Wyniki reprezentantów Kanady

### Biathlon
Mężczyźni
- Steve Cyr

sprint - 48. miejsce
bieg indywidualny - 55. miejsce
- Kevin Quintilio

sprint - 66. miejsce
bieg indywidualny - 64. miejsce
Kobiety
- Myriam Bédard

sprint - 32. miejsce
bieg indywidualny - 50. miejsce
- Michelle Collard

sprint - 38. miejsce
- Nikki Keddie

bieg indywidualny - 60. miejsce
- Inger-Kristin Berg
Myriam Bédard
Nikki Keddie
Michelle Collard

sztafeta - 17. miejsce

### Biegi narciarskie
Mężczyźni
- Yves Bilodeau

10 km stylem klasycznym - 75. miejsce
- Chris Blanchard

10 km stylem klasycznym - 51. miejsce
Bieg łączony - 56. miejsce
50 km stylem dowolnym - 56. miejsce
- Donald Farley

30 km stylem klasycznym - 61. miejsce
50 km stylem dowolnym - DNF
- Robin McKeever

10 km stylem klasycznym - 48. miejsce
30 km stylem klasycznym - 62. miejsce
50 km stylem dowolnym - 58. miejsce
- Donald Farley

10 km stylem klasycznym - 71. miejsce
Bieg łączony - 58. miejsce
30 km stylem klasycznym - 64. miejsce
50 km stylem dowolnym - 62. miejsce
- Marco Albarello
Robin McKeever
Chris Blanchard
Guido Visser

sztafeta - 18. miejsce
Kobiety
- Jaime Fortier

5 km stylem klasycznym - 77. miejsce
- Marie-Odile Raymond

15 km stylem klasycznym - 62. miejsce
30 km stylem dowolnym - 56. miejsce
- Sara Renner

5 km stylem klasycznym - 74. miejsce
Bieg łączony - 64. miejsce
30 km stylem dowolnym - 54. miejsce
- Beckie Scott

5 km stylem klasycznym - 47. miejsce
Bieg łączony - 45. miejsce
15 km stylem klasycznym - 60. miejsce
30 km stylem dowolnym - 51. miejsce
- Milaine Thériault

5 km stylem klasycznym - 54. miejsce
Bieg łączony - 56. miejsce
15 km stylem klasycznym - 59. miejsce
- Beckie Scott
Milaine Thériault
Sara Renner
Jaime Fortier

sztafeta - 16. miejsce

### Bobsleje
Mężczyźni
- Pierre Lueders, Dave MacEachern

Dwójki - 
- Chris Lori, Jack Pyc

Dwójki - 12. miejsce
- Pierre Lueders, Ricardo Greenidge, Jack Pyc, Dave MacEachern

Czwórki - 9. miejsce
- Chris Lori, Ben Hindle, Matt Hindle, Ian Danney

Czwórki - 11. miejsce

### Curling
Mężczyźni
- Mike Harris, Richard Hart, Collin Mitchell, George Karrys, Paul Savage -

Kobiety
- Sandra Schmirler, Jan Betker, Joan McCusker, Marcia Gudereit, Atina Ford -

### Hokej na lodzie
Mężczyźni
- Rob Blake, Ray Bourque, Rod Brind’Amour, Shayne Corson, Éric Desjardins, Theoren Fleury, Adam Foote, Wayne Gretzky, Trevor Linden, Eric Lindros, Al MacInnis, Joe Nieuwendyk, Keith Primeau, Chris Pronger, Mark Recchi, Patrick Roy, Joe Sakic, Brendan Shanahan, Scott Stevens, Steve Yzerman, Rob Zamuner - 4. miejsce

Kobiety
- Jennifer Botterill, Thérèse Brisson, Cassie Campbell, Judy Diduck, Nancy Drolet, Lori Dupuis, Danielle Goyette, Geraldine Heaney, Jayna Hefford, Becky Kellar, Kathy McCormack, Karen Nystrom, Lesley Reddon, Manon Rhéaume, Laura Schuler, Fiona Smith, France St. Louis, Vicky Sunohara, Hayley Wickenheiser, Stacy Wilson -

### Łyżwiarstwo figurowe
Mężczyźni
- Jeff Langdon

soliści - 12. miejsce
- Elvis Stojko

soliści - 
Pary
- Shae-Lynn Bourne
Victor Kraatz

Pary taneczne - 4. miejsce
- Chantal Lefebvre
Michel Brunet

Pary taneczne - 19. miejsce
- Kristy-Lee Sargeant
Kris Wirtz

Pary sportowe - 12. miejsce
- Marie-Claude Savard-Gagnon
Luc Bradet

Pary sportowe - 16. miejsce

### Łyżwiarstwo szybkie
Mężczyźni
- Pat Bouchard

500 m - 5. miejsce
1000 m - 19. miejsce
- Sylvain Bouchard

500 m - 4. miejsce
1000 m - 5. miejsce
- Steven Elm

1500 m - 25. miejsce
5000 m - 23. miejsce
- Mark Knoll

5000 m - 24. miejsce
- Kevin Marshall

1500 m - 26. miejsce
- Neal Marshall

1500 m - 30. miejsce
- Kevin Overland

500 m - 
1000 m - 9. miejsce
1500 m - 20. miejsce
- Jeremy Wotherspoon

500 m - 
1000 m - 6. miejsce
Kobiety
- Susan Auch

500 m - 
1000 m - 18. miejsce
- Sylvie Cantin

1000 m - 33. miejsce
- Isabelle Doucet

1500 m - 29. miejsce
- Linda Johnson-Blair

500 m - 13. miejsce
1000 m - 21. miejsce
- Catriona Le May Doan

500 m - 
1000 m - 
1500 m - 13. miejsce
- Ingrid Liepa

1500 m - 24. miejsce
3000 m - 25. miejsce
- Susan Massitti

3000 m - 21. miejsce
- Michelle Morton

500 m - 33. miejsce
- Cindy Overland

3000 m - 19. miejsce

### Narciarstwo alpejskie
Mężczyźni
- Thomas Grandi

gigant - DNF
slalom - DNF
- Ed Podivinsky

zjazd - 4. miejsce
supergigant - DNF
kombinacja - DNF
- Luke Sauder

zjazd - DNF
- Brian Stemmle

zjazd - DNF
supergigant - 12. miejsce
- Kevin Wert

zjazd - 19. miejsce
Kobiety
- Kate Pace-Lindsay

zjazd - 19. miejsce
supergigant - 27. miejsce
- Katerina Tichy

slalom - DNF
- Mélanie Turgeon

zjazd - 22. miejsce
supergigant - 20. miejsce
kombinacja - DNF

### Narciarstwo dowolne
Mężczyźni
- Jeff Bean

skoki akrobatyczne - 11. miejsce
- Jean-Luc Brassard

jazda po muldach - 4. miejsce
- Andy Capicik

skoki akrobatyczne - 12. miejsce
- Nicolas Fontaine

skoki akrobatyczne - 10. miejsce
- Dominick Gauthier

jazda po muldach - 17. miejsce
- Ryan Johnson

jazda po muldach - 7. miejsce
- Stéphane Rochon

jazda po muldach - 8. miejsce
Kobiety
- Tami Bradley

jazda po muldach - 16. miejsce
- Veronica Brenner

skoki akrobatyczne - 9. miejsce
- Josée Charbonneau

jazda po muldach - 24. miejsce
- Caroline Olivier

skoki akrobatyczne - 19. miejsce
- Ann-Marie Pelchat

jazda po muldach - 5. miejsce

### Saneczkarstwo
Mężczyźni
- Clay Ives

jedynki - 15. miejsce
- Tyler Seitz

jedynki - 18. miejsce

### Short track
Mężczyźni
- Éric Bédard

500 m - 10. miejsce
1000 m - 
- François Drolet

500 m - 16. miejsce
1000 m - 11. miejsce
- Marc Gagnon

500 m - 4. miejsce
1000 m - 16. miejsce
- Éric Bédard
Derrick Campbell
François Drolet
Marc Gagnon

sztafeta - 
Kobiety
- Isabelle Charest

500 m - 7. miejsce
1000 m - 7. miejsce
- Annie Perreault

500 m - 
1000 m - 14. miejsce
- Tania Vicent

500 m - 29. miejsce
1000 m - 23. miejsce
- Christine Boudrias
Isabelle Charest
Annie Perreault
Tania Vicent

sztafeta - 

### Snowboard
Mężczyźni
- Jasey-Jay Anderson

gigant - 16. miejsce
- Trevor Andrew

halfpipe - 29. miejsce
- Brett Carpentier

halfpipe - 9. miejsce
- Darren Chalmers

gigant - DNF
- Mark Fawcett

gigant - DNF
- Derek Heidt

halfpipe - 26. miejsce
- Mike Michalchuk

halfpipe - 8. miejsce
- Ross Rebagliati

gigant - 
Kobiety
- Lori Glazier

halfpipe - 18. miejsce
- Maëlle Ricker

halfpipe - 5. miejsce
- Tara Teigen

halfpipe - 10. miejsce
- Natasza Zurek

halfpipe - 25. miejsce